# Euphellia cinclidifera
Euphellia cinclidifera is een zeeanemonensoort uit de familie Isophelliidae.
Euphellia cinclidifera is voor het eerst wetenschappelijk beschreven door Pax in 1908.